# Andrej Kolmogorov
Andrej Nikolajevitsj Kolmogorov (Russisch: Андрей Николаевич Колмогоров) (Tambov, 25 april 1903 – Moskou, 20 oktober 1987) was een Russische wiskundige die een belangrijke bijdrage heeft geleverd op het gebied van kansrekening en topologie. Hij werkte vroeg in zijn carrière aan de logica en aan Fourierreeksen. Hij werkte ook aan turbulentie en klassieke mechanica en was de grondlegger van de algoritmische complexiteitstheorie. In 1933 publiceerde Kolmogorov in het Duits het leerboek Grundbegriffe der Wahrscheinlichkeitsrechnung, waarin hij een axiomatische aanpak van de kansrekening voorstelde. 
Kolmogorov was staflid van de Staatsuniversiteit van Moskou. Hij studeerde onder Nikolaj Loezin en behaalde zijn doctorstitel in 1925. In 1931 werd hij gewoon hoogleraar aan de universiteit. In 1939 werd hij gekozen tot lid van de Academie van Wetenschappen van de Sovjet-Unie.

## Citaat
«De kansrekening als wiskundige discipline kan en zou op precies dezelfde wijze moeten worden geaxiomatiseerd als de meetkunde of de algebra.»